# 藍帶細頸金花蟲
藍帶細頸金花蟲（学名：[Lema solani] 错误：{{Lang}}：文本有斜体标记（帮助））为金花蟲科細頸金花蟲屬下的一个种。